# Юнцзи (Гирин)
Юнцзи́ (кит. упр. 永吉, пиньинь Yǒngjí) — уезд городского округа Гирин провинции Гирин (КНР).

## История
В 1913 году в составе провинции Гирин был образован уезд Гирин. В 1929 году он был переименован в Юнцзи. После японского вторжения в Маньчжурию уезд оказался в составе марионеточного государства Маньчжоу-го, и в 1941 году был переименован обратно в Гирин, так как название «Юнцзи» по-японски звучало точно так же, как и название близлежащего Яньцзи. После второй мировой войны уезду было возвращено название Юнцзи.

## Административное деление
Уезд Юнцзи делится на 7 посёлков, 1 волость и 1 национальную волость..

## Соседние административные единицы
Уезд Юнцзи граничит со следующими административными единицами:
- Район Чуаньин (на севере)
- Район Фэнмань (на востоке)
- Городской уезд Хуадянь (на юго-востоке)
- Городской уезд Паньши (на юге)
- Город субпровинциального значения Чанчунь (на западе)